# Тексашки масакр моторном тестером: Почетак
Тексашки масакр моторном тестером 6: Почетак (енгл. The Texas Chainsaw Massacre: The Beginning) је амерички слешер хорор филм из 2006, режисера Џонатана Либесмана и продуцената Мајкла Беја и Тоба Хупера са Џорданом Брустер, Метом Бомером, Тејлором Хендлијем и Диором Берд у главним улогама. Преднаставак је филма Тексашки масакр моторном тестером 5 и други у модернизованом поглављу франшизе.
Оригинални поднаслов филма је био Порекло. Продукцијска кућа New Line Cinema морала је да издвоји преко 3 милиона долара како би задржала права на франшизу, пошто је, након огромног успеха претходног филма, Dimension Films понудила велику своту новца да преузме права.
Филм је добио веома помешане критике, од оних који су тврдили да је најбољи филм у серијалу после оригинала, до номинације за Златну малину у категорији најлошијих наставака и преднаставака. Генерално, филм је далеко боље прихватила публика него критичари. Зарадом од 51,8 милиона долара заузима 2. место на листи финансијски најуспешнијих филмова у серијалу (одмах иза петог дела), али се налази и на истом месту уколико се посматра висина буџета (одмах иза седмог дела).
2013. снимљен је и седми филм у серијалу, али он није имао никакве везе са петим и шестим, већ је причу вратио на дешавања из оригинала.

## Радња
1939. у Тексасу, жена умире на порођају у кланици, у којој је радила. Њен бездушни шеф баца бебу у контејнер и оставља је да умре. Дечака убрзо проналази Луда Меј Хјуит, даје му име Томас и одгаја га као сопственог сина. Тридесет година касније, Томас моторном тестером убија шефа који га је бацио у смеће, и тиме започиње свој крвави пир под псеудонимом „Ледерфејс”. Њему помаже Лудин биолошки син, Чарли Хјуит, који убија локалног шерифа у узима његов идентитет, те постаје познат као „шериф Хојт”.
У међувремену, браћа Ерик и Дин Хил, путују по Тексасу са својим девојкама, Криси и Бејли, с намером да се прикључе Вијетнамском рату (упркос Диновом оклевању). Када доживе саобраћајни незгоду, до њих долази шериф Хојт и одређује их за нове жртве своје канибалистичке породице.

## Улоге
| Глумац          | Улога                            |
| --------------- | -------------------------------- |
| Џордана Брустер | Криси                            |
| Мет Бомер       | Ерик Хил                         |
| Тејлор Хендли   | Дин Хил                          |
| Диора Берд      | Бејли                            |
| Ли Тергесен     | Холден                           |
| Р. Ли Ерми      | Чарли Хјуит „шериф Хојт”         |
| Маријета Марич  | Луда Меј Хјуит                   |
| Алисон Марич    | млада Луда Меј                   |
| Ендру Брињарски | Томас Хјуит Марфи „Ледерфејс”    |
| Теренс Еванс    | Монти Хјуит                      |
| Лесли Калкинс   | Слоун Марфи - Ледерфејсова мајка |
| Кејти Ламкин    | Лудина сестра - жена са чајем    |
| Тим де Зарн     | власник кланице                  |
| Сија Батен      | Алекс                            |
| Лу Темпл        | шериф Винстон                    |
| Лин Шеј         |                                  |

## Занимљивости

### Неуспели наставак
У јануару 2007. продуценти Бредли Фулер и Ендру Форм изјавили су, испред продукцијске куће Platinum Dunes, да компанија неће радити и трећи филм у рибутованом делу франшизе, како је претходно било најављено.

### Финална девојка
Овај филм је редак примерак слешер филмова у којима финална девојка, Криси (тумачи је Џордана Брустер), не успева да преживи. И поред тога, Криси је веома популарна и обожавана међу фановима серијала, као и хорор филмова генерално.